# Buro
Buro (fundada como Feria Buro en diciembre de 2013, en Bogotá) es un centro comercial itinerante de emprendimientos locales colombianos, innovadores de los sectores de diseño y moda que se organiza en las principales ciudades de Colombia. Se ha desarrollado a través de sus distintas ediciones en Bogotá, Cali y Cartagena. 
Se inició en diciembre de 2013 en el Claustro de Usaquén en Bogotá. El proyecto ferial, plataforma de emprendimiento, fue creado por María Alejandra Silva, empresaria y diseñadora colombiana, junto a Martha Soto, su madre.

## Estructura
Buro es un centro comercial itinerante de alrededor de 20 000 metros cuadrados que oscila en un formato emergente ferial en torno a la comercialización de productos, al arte, la cultura y la gastronomía local.

## Ubicaciones
- (2013, 2014) Claustro de Usaquén, Bogotá;
- (julio de 2015) Parque de la 93, Bogotá;
- (diciembre de 2015) Calle 94, Bogotá;
- (julio, diciembre de2016) Calle 94, Bogotá;
- (julio de 2017) Calle 94, Bogotá;
- (diciembre de 2017) Colegio Gimnasio Moderno, Bogotá;
- (julio, diciembre de 2018) Colegio Gimnasio Moderno, Bogotá;
- (julio de 2019) Centro Comercial Unicentro, Bogotá;
- (diciembre de 2019) Instituto Pedagógico Nacional, Bogotá;
- (enero de 2020) Museo Naval del Caribe, Cartagena;
- (agosto de 2020) Feria Digital;
- (diciembre de 2020) Hotel La Fontana, Bogotá;
- (julio, diciembre de 2021) Colegio Gimnasio Moderno, Bogotá;
- (abril de 2022) Museo Naval del Caribe, Cartagena;
- (julio de 2022) Centro Comercial Paseo San Rafael, Bogotá.